# Dover Heights, New South Wales
Dover Heights este o suburbie în Sydney, Australia.

## Vezi și

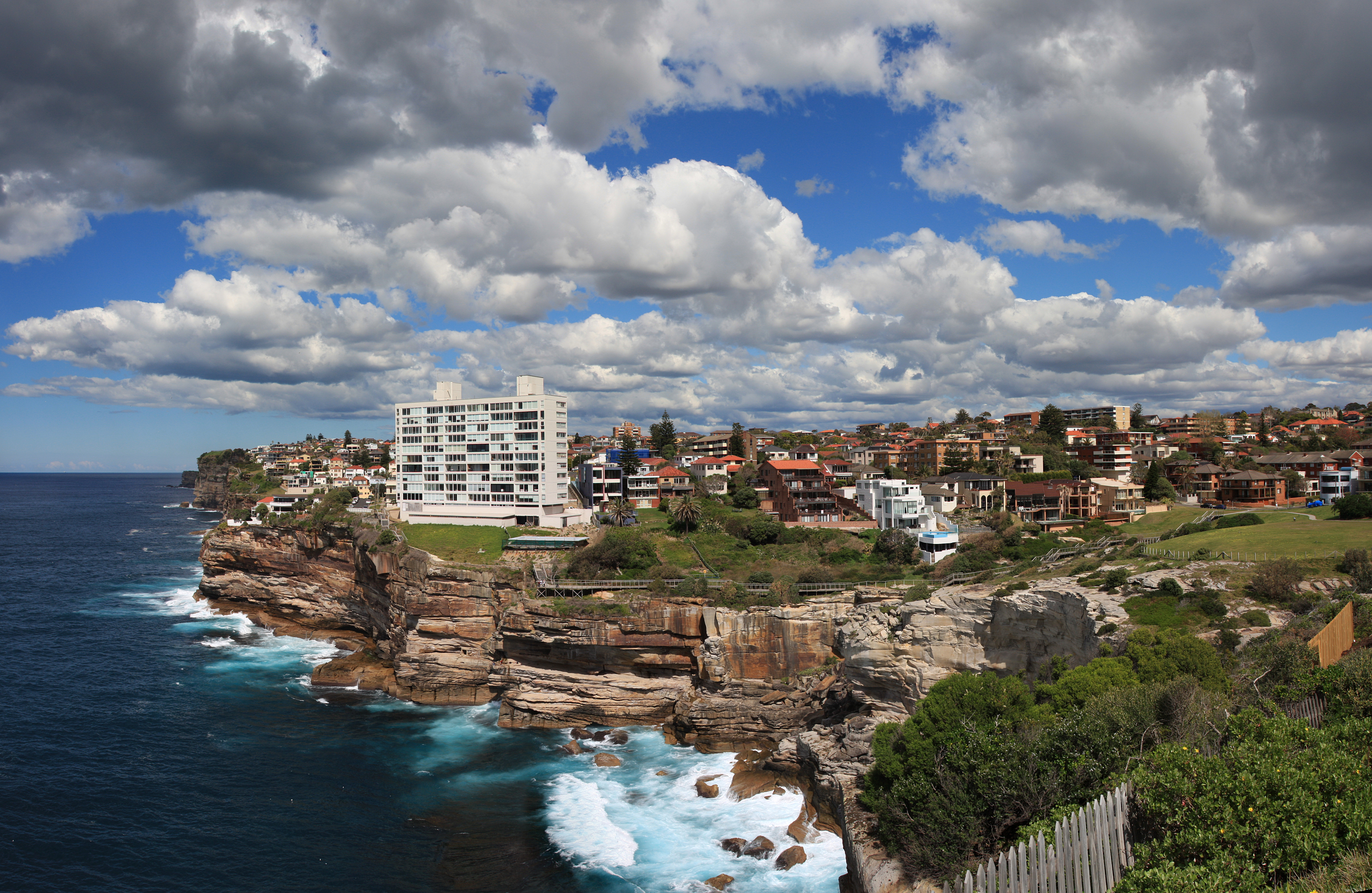
Dover Hieghts, New South Wales